# Київський губернський староста
Київський губернський староста — посада в Українській Державі гетьмана Павла Скоропадського у 1918 році, губернський староста Київської губернії.
З травня 1918 року посаду займав Іван Львович Чарторизький.
На засіданні Ради Міністрів Української Держави 23 серпня Чарторизького було увільнено з посади Київського губернського старости і переведено на посаду до Ради міністра внутрішніх справ, а на його місце призначено генерала Павла Марковича Андріанова.